# Districte vermell

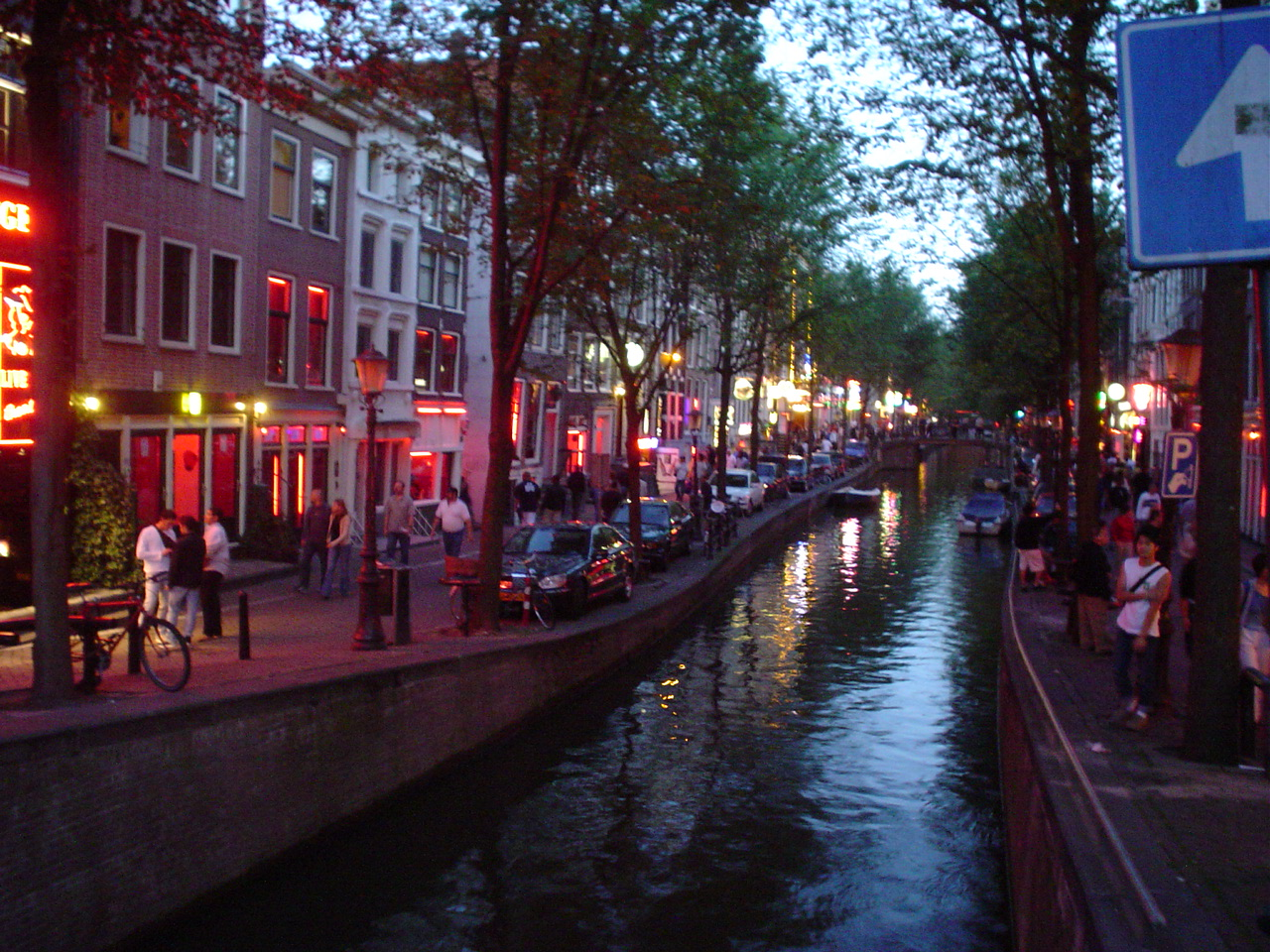
Zona vermella a Amsterdam

Es coneix com a zona vermella, també districte vermell, barri vermell, o zona de tolerància una zona, barri o districte on es concentren la prostitució o altres negocis relacionats amb la indústria del sexe. Es coneixen alguns orígens del terme, que daten dels anys 1890 als Estats Units, en relació amb l'ús de llums vermells perquè els clients poguessin identificar la naturalesa dels negocis.
Un dels diversos termes utilitzats al Japó per referir-se als districtes vermells és akasa (赤线), que literalment vol dir "línia vermella"; l'origen és aparentment independent dels termes occidentals. També fan servir el terme aosen (青线), que significa "línia blava", per als districtes de negocis il·legals. En les diferents cultures, les zones vermelles són identificades de formes diferents. El més comú és "zona de prostitutes" (exemples, hindi - Randi Guli o carrer de prostitutes, en bengalí - Khanki Per o barri de prostitutes).
En alguns països d'Amèrica Llatina, el terme canvia de significat i sol denotar un sector amb alts índexs de delinqüència (al·ludint al terme crònica vermella).